# 河北博文
河北 博文（かわきた ひろぶみ、1950年〈昭和25年〉6月25日 - ）は、日本の医師、病院経営者である。社会医療法人河北医療財団理事長。社会医療法人河北医療財団河北総合病院理事長。日本医療機能評価機構専務理事、東京都病院協会名誉会長。過去には日本病院会副会長、東京都病院協会会長、医療保険審議会委員、老人保健審議会委員、行政改革推進本部規制改革委員会参与・委員・専門委員なども歴任した。

## 人物
成蹊小学校、成蹊中学校・高等学校、慶應義塾大学医学部、慶應義塾大学大学院医学研究科博士課程、シカゴ大学ビジネススクールでそれぞれ学ぶ。
医療機能の第三者評価を行う日本医療機能評価機構の設立を主導したことで知られる。病院協会の役員活動、内閣府・厚生労働省審議会などで日本の医療政策に携り、規制緩和と医業の民営化を推進している。日本の医療に事実上の「市場競争原理」導入を訴え、これは「選択の自由」と捉えるべきとして、適切な医療市場を形成するために情報の非対称性の解消が必要だとしている。これまでに、医療特区の実施、混合診療や株式会社による病院経営の解禁、外国人医師による医療の導入などを主張してきた。社会のあり方や環境問題などに広汎な関心があり、経営する河北総合病院を社会的モデルに位置づけている。
非常勤講師として、慶應義塾大学大学院健康マネジメント研究科で病院経営論を指導している。株式会社ヒューマンアカデミーが運営する「英国国立ウェールズ大学経営大学院MBA（日本語）プログラム」で教授を務める。

## 経歴

### 生い立ち
祖父は1928年（昭和3年）に河北病院を開業した医師で、敗戦後に発足した新制日本医師会で初代副会長を務めた河北眞太郎（真太郎）、父は河北病院2代目理事長を務めた医師の河北恵文（）で、物心付いたときから自分も医師になると考えていた。小学校から成蹊学園に通い、成蹊高等学校在学中はラグビー部で活動し、練習は週3日で1日約2時間であったが全国高校ラグビー大会に出場した。2浪の後に入学した医学部時代は、勉学に熱心でなかったが、医師らが適切に働ける環境を作ることが自分の役目と思いたち、のちにビジネススクールへ留学する。 

### 医学部卒業後
1977年（昭和52年）に慶應義塾大学医学部を卒業後、シカゴ大学ビジネススクールへ留学して1983年（昭和58年）8月に修了した。留学時の推薦状のひとつは、日本医師会会長の武見太郎が記した。帰国翌年の3月に、慶應義塾大学大学院医学研究科博士課程（病理学）を修了し、1988年（昭和63年）10月に河北総合病院の理事長に就任した。
1995年（平成7年）8月に財団法人日本医療機能評価機構が設立され、評議員・理事に就任した。機構の設立に長年尽力した。
1999年（平成11年）4月に東京都病院協会会長に就き、2006年（平成18年）に先進的な病院経営と地域社会への貢献が評価され、埼玉県で顕彰 『渋沢栄一賞』を受ける。
2010年（平成22年）4月に民主党の鳩山由紀夫政権下で、厚生労働省内事業仕分けに仕分け人として参加し、都道府県支部審査委員会の診療報酬明細書審査について、「一部の業務は民間の保険会社に委ねることも可能かもしれない」と民間企業参入の可能性を言及した。